# Іванов Варсонофій Миколайович
Варсоно́фій Микола́йович Івано́в (нар. 28 жовтня 1859 — пом. ?) — український педагог, статський радник.

## Життєпис

### Родина
Народився 28 жовтня 1859 року в місті Курськ.

### Трудова діяльність
На державній службі та у Київському навчальному окрузі з 12 січня 1888 року.
У джерелах стосовно державної служби починає згадуватися як викладач предмету Математика у чоловічій гімназії міста Златополя у 1888-1894 навчальних роках у VIII класі державної служби, де 6 квітня 1893 року отримує чин надвірний радник і продовжує викладати математику в 1894-1898 навчальних роках.
У 1898-1899 навчальному році викладає предмет Математика в Уманській чоловічій гімназії.
У 1899-1903 навчальних роках вже в чині статський радник викладає предмет Математика у Лубенській чоловічій гімназії.

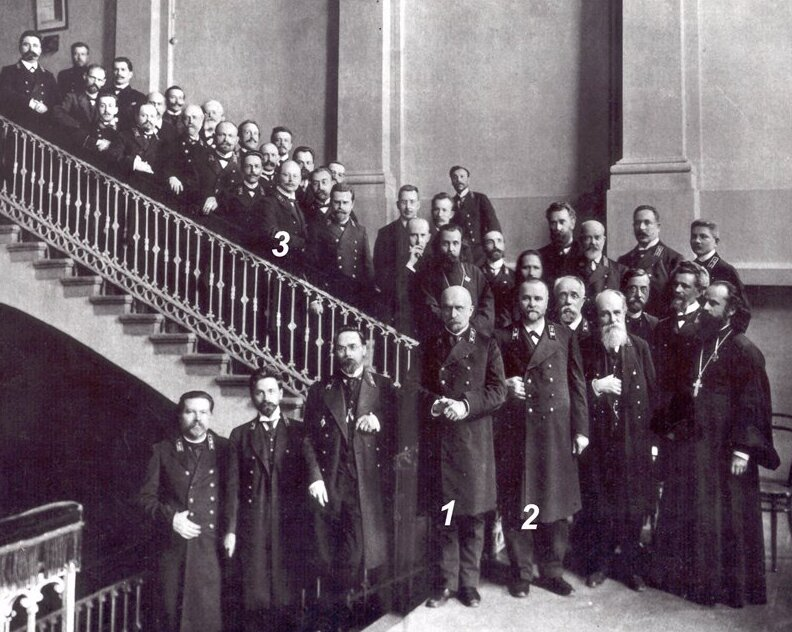
Педагоги 1 Київської гімназії. 1911 рік.
В. М. Іванов у першому ряду третій зліва.

У 1903-1911 навчальних роках викладає предмет Математика у Київській першій чоловічій гімназії.
У 1911-1916 навчальних роках — інспектор Київської першої чоловічої гімназії.

### Нагороди
- Орден Святого Станіслава 3 ступеня[1]

### Друковані праці
- Иванов, Варсонофий Николаевич. Систематический сборник задач на тела вращения, решаемых при помощи тригонометрии: с доказательством некоторых предложений, на которых основаны сокращенные приемы решений задач, и рядом руководящих примеров. — Київ : Типография Т-ва И. Н. Кушнерев и К, 1911. — 194 с.(рос. дореф.)

## Сім'я
Дружина Марія Аркадіївна (до шлюбу Любимова).
Син Юрій (нар.~1899, Київ)